# عضلة طاحلة رقبية
العضلة الطِّحَالِيَّةُ الرقبية (بالإنجليزية: splenius cervicis)‏ هي إحدى عضلات مؤخرة العنق. تنشأ هذه العضلة بواسطة شريط وتري ضيق من النواتئ الشوكية للفقرات الصدرية الثالثة حتى السادسة؛ وترتكز، بواسطة حزم وترية، في الحديبات الخلفية للنواتئ المستعرضة للفقرات العنقية العليا الاثنتين أو الثلاث.
يستند اسمها إلى الكلمة اليونانية σπληνίον، splenion (بمعنى ضمادة) والكلمة اللاتينية cervix (بمعنى عنق). تشير كلمة collum أيضًا إلى العنق في اللاتينية.
تتمثل وظيفة العضلة الطحالية للعنق في بسط العمود الفقري العنقي، والدوران إلى الجانب المماثل والانثناء الجانبي إلى الجانب المماثل.